# Pistolet TK
Tuła-Korowin – zaprojektowany w ZSRR pistolet samopowtarzalny.
W 1926 roku w Tule rozpoczęto produkcję kieszonkowego pistoletu samopowtarzalnego, którego konstruktorem był Siergiej Aleksandrowicz Korowin. Nowy pistolet był przeznaczony dla starszych oficerów, a z powodu małych wymiarów i łatwości przenoszenia w ukryciu stał się także uzbrojeniem funkcjonariuszy aparatu bezpieczeństwa.
Pistolet Korowina był zasilany nabojem 6,35 × 16 mm SR. Miał on identyczne wymiary z nabojem 6,35 mm Browninga, ale dzięki zwiększonej naważce prochu pocisk tego naboju osiągał nieco większą prędkość wylotową niż pocisk naboju Browninga.
Podobnie jak inne konstrukcje kalibru 6,35 mm TK był bronią mało skuteczną. Dużą wadą był bezpiecznik blokujący wyłącznie spust. TK nie miał mechanizmu samonapinania (napięcie sprężyny uderzeniowej następowało podczas przeładowania) i broń z nabojem w lufie mogła wystrzelić w przypadku silnego wstrząsu. Dlatego TK był z reguły noszony nieprzeładowany co zmniejszało jego przydatność jako broni do samoobrony w przypadku nagłego ataku.
TK pozostawał w uzbrojeniu do końca II wojny światowej. W trakcie wojny większość użytkowników zastąpiła TK bronią zdobyczną (np. pistoletami PP lub PPK). Ostatecznie TK został wycofany z uzbrojenia po wprowadzeniu do uzbrojenia pistoletu Makarowa (PM) w 1951 roku.

## Opis techniczny
Pistolet TK działał na zasadzie odrzutu zamka swobodnego. Zasilany jest z jednorzędowego magazynka pudełkowego o pojemności 8 nabojów. TK był wyposażony w bezpiecznik nastawny blokujący spust. Celownik stały.